# Empoli Football Club 1968-1969
Questa voce raccoglie le informazioni riguardanti l'Empoli Football Club nelle competizioni ufficiali della stagione 1968-1969.

## Rosa
| N. |                   | Ruolo | Calciatore        |
| -- | ----------------- | ----- | ----------------- |
|    | Italia (bandiera) | A     | Paolo Anastasio   |
|    | Italia (bandiera) | C     | Lino Andreatta    |
|    | Italia (bandiera) | D     | Roberto Bacchini  |
|    | Italia (bandiera) | C     | Antonio Caruso    |
|    | Italia (bandiera) | A     | Ferdinando Donati |
|    | Italia (bandiera) | P     | Danilo Facchetti  |
|    | Italia (bandiera) | D     | Guido Ferrini     |
|    | Italia (bandiera) | A     | Fabio Frittelli   |
|    | Italia (bandiera) | D     | Ernesto Gallo     |
|    | Italia (bandiera) | C     | Ermes Lasagni     |
|    | Italia (bandiera) | A     | Claudio Ludovisi  |

| N. |                   | Ruolo | Calciatore           |
| -- | ----------------- | ----- | -------------------- |
|    | Italia (bandiera) | C     | Carlo Orlandini      |
|    | Italia (bandiera) | D     | Giampaolo Persico    |
|    | Italia (bandiera) | A     | Bernardo Pescosolido |
|    | Italia (bandiera) | A     | Franco Pezzato       |
|    | Italia (bandiera) | C     | Narciso Pezzotti     |
|    | Italia (bandiera) | C     | Sergio Politti       |
|    | Italia (bandiera) | C     | Gianbattista Rigoni  |
|    | Italia (bandiera) | P     | Franco Rottoli       |
|    | Italia (bandiera) | A     | Gustavo Valeri       |
|    | Italia (bandiera) | C     | Giorgio Zanelli      |